# Лазаренки
Лазарёнки — опустевшая деревня в Нагорском районе Кировской области в составе Чеглаковского сельского поселения.

## География
Находится на расстоянии примерно 24 километров по прямой на юго-запад от районного центра поселка Нагорск.

## История
Упоминается с 1873 года, когда в ней учтено дворов 7 и жителей 51, в 1905 11 и 75, в 1926 14 и 84, в 1950 15 и 39. в 1989 году учтено 3 жителя.

## Население
Постоянное население  составляло 13 человек (русские 100%) в 2002 году, 0 в 2010.